# هكتور باربوسا
هكتور باربوسا (بالإنجليزية: Hector Barbossa)‏ شخصية خيالية لقبطان قرصان في أفلام قراصنة الكاريبي، وهي مستوحاة من القائد الإسلامي والمُجاهد خير الدين بربروس صاحب اللحية الحمراء، الذي أخضع غرب البحر المتوسط لحكم إيالة الجزائر، ودمر الأساطيل الإسبانية والبرتغالية والفرنسية والبريطانية وفرض الجزية على السفن الأمريكية.
ظهر باربوسا في الفيلم الأول قراصنة الكاريبي: لعنة اللؤلؤة السوداء باعتباره العامل المضاد الرئيسي في الفيلم، ثم عاد في الفيلم الثالث قراصنة الكاريبي: في نهاية العالم باعتباره حليفاً للشخصية الرئيسية جاك سبارو. قُدم باربوسا في البداية باعتباره قبطان اللؤلؤة السوداء المتمرد الواقع تحت تأثير لعنة ذهب الآزتك المسحور، وقُتل في نهاية الفيلم الأول على يد جاك سبارو. في نهاية الفيلم الثاني قراصنة الكاريبي: صندوق الرجل الميت ظهر باربوسا في آخر مشهد باعتباره القبطان القادر على الإبحار إلى نهاية العالم، وفي الفيلم الثالث عاد باربوسا ليظهر باعتباره أحد سادة القراصنة، وسيد بحر قزوين الداعي إلى عقد محكمة القراصنة الأخوية بناء على رغبة كاليبسو التي أعادته إلى الحياة. أدى جيوفري راش دور باربوسا في الأفلام الثلاثة.

## تطوير الشخصية

### الاسم
ذُكر اسم القبطان باربوسا الأول في التعليق الصوتي على ديفيدي لعنة اللؤلؤة السوداء، ولم يُذكر فعلياً في الأفلام إلا على لسان القبطان جاك سبارو في الفيلم الثالث. كان لجوني ديب وشبكة الإنترنت تأثير كبير في اختيار اسم باربوسا. اسم باربوسا تورية، فهو كُنية برتغالية/إسبانية، وتلاعب على اسم بارباروس القُرصان المُكنى بذي اللحية الحمراء. يُعرف القبطان باربوسا أيضاً بأنه القُبطان بلاكهيرت (القلب الأسود).

### الخلفية
لا يُعرف الكثير عن باربوسا قبل أن يستولي على اللؤلؤة السوداء، عدا كونه ينحدر من أسلاف برتغاليين أو إسبان. في قسم «أن تُصبح باربوسا» من «القرص الضائع» يتحدث جيوفري راش عن تأريخه الشخصي لباربوسا: كانت عائلته فقيرة جداً، وهرب من البيت حين كان في الثالثة عشرة. ذهب إلى البحر ورأى كيف يعيش القباطنة والضباط بشكل مريح، فأراد أن يصبح قبطاناً. في البداية أراد أن يكون بحاراً شريفاً، لكنه اكتشف فيما بعد أن كونه قرصاناً أسهل وأكثر ربحاً له.
في الفيلم الثالث ظهر أن باربوسا أحد سادة القراصنة التسعة، وفي الدليل البصري لفيلم في نهاية العالم كُشف عن أنه سيد بحر قزوين برغم أن بحر قزوين منطقة مقفلة. على أي حال، قرصن باربوسا في بحار أخرى، واستقر في البحر الكاريبي. يُعتقد أن باربوسا لجأ في البداية إلى جاك سبارو سيد الكاريبي ثم انقلب عليه.
باربوسا مولع بالتفاح، ويظهر في الفيلم حاملاً تفاحة معظم الوقت. يعرض تفاحة على إليزابث سوان ويخبرها أنه ما أن تنتهي اللعنة التي وقعت عليه بسبب سرقته لذهب الأزتك حتى يأكل ملء مكيال من التفاح فوراً. يوجد تفاح في قُمرته، وحين يموت تتدحرج تفاحة من يده. في ظهوره الوجيز في فيلم صندوق الرجل الميت يأكل تفاحة. وفي نهاية العالم يظهر آكلاً للتفاح مرة على ظهر اللؤلؤة السوداء. قد يُشير ولعه بالتفاح إلى آدم وحواء والخطيئة الأولى، كما قد يُشير إلى تفاحة الشيطان (متفقاً مع تعليق على شخصية باربوسا في الفيلم الأول، حيث أنه «شرير إلى درجة أن جهنم نفسها بصقته خارجها.») ورُبما يُشير إلى واحدة من حكايات ديزني المفضلة: سنووايت التي سممتها خالتها الشريرة بالتفاحة. في مناخ الكاريبي، لا تتوفر فواكه كالتفاح كثيراً، لذلك يُعتبر كنزاً نادراً.
وفقاً لما جاء في التعليق الصوتي للديفيدي الأول «لعنة اللؤلؤة السوداء» فإن باربوسا مُثاقف بارع للغاية، ويجيد استخدام السيف بشكل مطلق. تظهر مهارته الشديدة في استخدام السيف في مبارزته مع جاك سبارو، والمعركة العاصفة ضد شركة الهند الشرقية للتجارة. في الفيلم الأول يتردد طاقم اللؤلؤة السوداء في مهاجمة باربوسا، حتى مع هجومهم جميعاً عليه في الوقت نفسه، خوفاً من سيفه. يُرجع جيوفري راش مهارة باربوسا الاستثنائية إلى حاجته لاستخدام السيف في سن مبكرة.
يستخدم باربوسا علم القرصان سيء السمعة جون راكام.
في الدليل البصري لفيلم في نهاية العالم، يُوصف باربوسا بأنه رجل يهتم كثيراً بمظهره، حيث يرتدي خواتم فاخرة في أصابعه، وريشة نعام زرقاء في قبعته، كما أن أزرار معطفه مصنوعة من فضة الإنكا المُذابة. كان مُسدسه عائداً إلى قرصان إسباني، وربحه منه في مبارزة. 

## سيرة الشخصية الخيالية

### لعنة اللؤلؤة السوداء
مقال رئيسي: قراصنة الكاريبي: لعنة اللؤلؤة السوداء
في فيلم لعنة اللؤلؤة السوداء، يظهر باربوسا باعتباره قبطان سفينة القراصنة الملعونة اللؤلؤة السوداء. قبل أن يصبح باربوسا القُبطان، كان الضابط الأول للسفينة تحت قيادة القبطان جاك سبارو. أقنع باربوسا سبارو بأن يكشف موقع جزيرة إيلا دي مورتا - حيث ذهب الأزتك - لطاقم السفينة، ومن ثم قاد تمرداً على سبارو، وألقاه في جزيرة مهجورة مع طلقة واحدة لينتحر بها، لكن سبارو هرب ليحاول استعادة سفينته.
بعد سرقة ذهب الآزتك، أصبح باربوسا وطاقمه ملعونين، وتحولوا إلى هياكل عظمية مقيتة يُرى شكلها الحقيقي في ضوء القمر. ليتخلصوا من اللعنة، كان على القراصنة أن يعيدوا ذهب الآزتك مع قطرات من دمهم. وأعاد كل منهم عملته، غير أن الضابط الأول للسفينة بوتستراب بيل ترنر أرسل عُملته إلى ابنه الوحيد ويل لأنه آمن أن طاقم اللؤلؤة السوداء يستحق اللعنة لما فعله بقبطانه جاك سبارو. وعقاباً له على عمله، ربطه رفاقه بمدفع وألقوه في البحر. ولسنين بحث باربوسا عن العملة دون جدوى، حتى انتقلت إلى حوزة إليزابث سوان ابنة حاكم بورت رويال ويذرباي سوان، عندها شعر بها تُرسل إشارة، فقرر الإبحار إلى بورت رويال غير عالمٍ أن جاك سبارو هُناك أيضاً.
يختطف باربوسا إليزابث سوان معتقداً أنها ابنة بوتستراب بيل، ويأخذها إلى إيلا دي مورتا حيث يؤدي طقس التحرر من اللعنة، ويفشل الطقس لأن إليزابث ليست ابنة بوتستراب الحقيقية. يكتشف باربوسا هوية ويل ترنر الحقيقية، فيقرر إتمام الطقس بدمه، وفي الوقت نفسه يتدخل جاك سبارو لإفساد الطقس، ويستولي على إحدى عُملات الكنز. يتبارز باربوسا وسبارو بعد أن أصبح كلاهما غير قابل للموت، وتنتهي المبارزة حين يلقي سبارو عملته إلى ويل ترنر الذي يعيدها إلى الصندوق مع دمه، فتزول اللعنة عن الاثنين، ويُطلق سبارو الرصاصة الوحيدة التي بقيت في مسدسه عشر سنوات على باربوسا الذي يسقط. الشعور الأول الذي شعر به باربوسا بعد عشر سنين من العيش دون أحاسيس كان البرد. ومن يده تدحرجت تفاحة.

### صندوق الرجل الميت
مقال رئيسي: قراصنة الكاريبي: صندوق الرجل الميت
لم يظهر باربوسا في الفيلم بشكل كامل، حتى المشهد النهائي عندما تستدعيه الساحرة تيا دالما من عالم الأموات. مع ذلك، تظهر إشارات لعودته في الفيلم. حيث يظهر شكل شبحي لجثمان مسجى في غرفة تيا دالما عندما يزورها جاك سبارو وطاقمه ليعرضوا عليها المقايضة. يسرع جاك القرد -الذي كان ملك باربوسا- إلى الجثة غير واضحة المعالم، ويظهر في إصبع تيا دالما خاتم مشابه لأحد خواتم باربوسا.
في نهاية الفيلم، يلجأ طاقم اللؤلؤة السوداء وإليزابث سوان إلى تيا دالما لتساعدهم على استعادة جاك سبارو من خزانة ديفي جونز، فتخبرهم أنهم بحاجة إلى قبطان يعرف تلك المياه، وتستعيد هكتور باربوسا من عالم الأموات. ينزل باربوسا الدرج وهو يقضم تفاحة، ويسألهم: «إذًا، ما الذي حل بسفينتي؟.»

### في نهاية العالم
مقال رئيسي: قراصنة الكاريبي: في نهاية العالم
ينضم باربوسا إلى إليزابث سوان وويل ترنر وتيا دالما في سعيهم لاستعادة جاك سبارو، ويظهر أنه قد غض الطرف عن عداوته للثلاثة مؤقتاً. يذهب برفقة إليزابث إلى سنغافورة لمقابلة شاو فينغ سيد قراصنة بحر سنغفورة، ويفاوضه للحصول على الخرائط التي يحتاجه لعبور بوابات نهاية العالم حيث خزانة ديفي جونز. يرفض شاو فينغ مساعدة باربوسا بسبب كراهيته لسبارو، وغضبه من محاولة ويل السابقة لسرقتها. بعد هجوم شركة الهند الشرقية للتجارة عليهم، يقبل شاو فينغ إقراضهم الخرائط بسبب صفقة سرية يعقدها مع ويل.
يصل باربوسا وطاقمه إلى نهاية العالم حيث تقع خزانة ديفي جونز، ويقبع جاك سبارو حبيس هواجسه التي تأخذ شكل هلوسات مرضية. يقتنع سبارو بالعودة معهم، ويتشاجر مع باربوسا بشكل مستمر حول من سيكون قبطان السفينة. بعد استيلاء لورد كتلر بيكيت على قلب ديفي جونز، يُصبح هذا الأخير تابعاً له، ويُجبر على قتل وحشه البحري، الكركن. يُحاول سبارو عقد صفقة مع كتلر بيكيت، ويكتشف أن الذي يقتل ديفي جونز يضطر لأن يأخذ مكانه، فيعود إلى تحالفه المتقلقل مع باربوسا الذي يدعو إلى عقد المحكمة الأخوية.
في المحكمة الأخوية، يظهر أن باربوسا خبير بالتقاليد القديمة، ويُحاول إقناع القراصنة بتحرير كاليبسو. بسبب خيانة سبارو وويل ترنر، تُحاصر شركة الهند الشرقية للتجارة جزيرة القراصنة، فيضطر القراصنة لانتخاب ملك من بينهم ليتخذ قراره. تُصبح إليزابث سوان ملكة القراصنة بتصويت سبارو، وتذهب معه وباربوسا للتفاوض مع بيكيت، فتسلمه سبارو وتعود بويل ترنر بدلاً عنه. تتخذ إليزابث قرار الحرب، وتُردد لباربوسا كلماته التي دعا القراصنة إلى العمل بها: «بعرق جبيننا، وألم ظهورنا.»
يقود باربوسا طقس تحرير كاليبسو بعد أن ينقلب على إليزابث وويل، ويتضح أن الساحرة تيا دالما هي كاليبسو التي أعادته من الموت مقابل تحريرها. يطلب منها باربوسا العون، لكنها تتخلى عنه، فيضطر إلى المضي قدماً في القتال ضد شركة الهند الشرقية، ويقود سفينة اللؤلؤة السوداء في المعركة النهائية ضد الهولندي الطائر سفينة ديفي جونز الأسطورية.
بصفته قبطان السفينة، يعقد باربوسا زواج إليزابث سوان وويل ترنر وسط معركة عنيفة على ظهر اللؤلؤة السوداء ضد بحارة الهولندي الطائر. وبعد مقتل ديفي جونز، وتولي ويل ترنر قيادة الهولندي الطائر، يُشارك في تدمير سفينة اللورد كتلر بيكيت.
في نهاية الفيلم، يستولى باربوسا مجدداً على اللؤلؤة السوداء، ويبحر بها بعيداً. يحاول طاقم السفينة ابتزازه قائلين أنهم سيشعرون بشكل أفضل حيال ترك سبارو وراءهم مرة أخرى إذا أراهم خريطة ينبوع الشباب. يفتح باربوسا الخريطة ليكتشف أن سبارو قد قصها من المنتصف.

### في بحار غريبة
مقال رئيسي: قراصنة الكاريبي: في بحار غريبة

### الرجال الأموات لا يحكون حكايات
مقال رئيسي: قراصنة الكاريبي: الرجال الأموات لا يحكون حكايات

## هوامش
1. ↑  سكوت هوليران (2003-05-31). "مقابلة: تيد إليوت وتيري روسيانو حول 'في نهاية العالم'". بوكس أوفس موجو. مؤرشف من الأصل في 13 يونيو 2018. اطلع عليه بتاريخ 2007-06-06. {{استشهاد بخبر}}: تحقق من التاريخ في: |تاريخ= (مساعدة)

## اقرأ أيضًا
- خير الدين بربروس

## وصلات خارجية
- هكتور باربوسا في ويكي قراصنة الكاريبي